# The Wandering Earth
The Wandering Earth (Chinees: 流浪地球; Pinyin: liúlàng dìqiú) is een Chinese sciencefictionfilm uit 2019, geregisseerd door Frant Gwo. De film is losjes gebaseerd op de gelijknamige korte verhaal van Liu Cixin.

## Verhaal
Het verhaal speelt zich af in de verre toekomst. Wanneer de zon stervende is en de planeet Jupiter dreigt te botsen met de Aarde gaan de Wereldleiders samenwerken om hun voortbestaan te waarborgen. Om de Aarde te redden gaan een aantal astronauten de planeet uit het Zonnestelsel verplaatsen door middel van duizenden reusachtige raketmotoren aan een zijde van de planeet.

## Rolverdeling
| Acteur              | Personage       |
| ------------------- | --------------- |
| Wu Jing             | Liu Peiqiang    |
| Qu Chuxiao          | Liu Qi          |
| Li Guangjie         | Wang Lei        |
| Ng Man-Tat          | Han Zi'ang      |
| Zhao Jinmai         | Han Duoduo      |
| Mike Sui            | Tim             |
| Li Hongchen         | Zhang Xiaoqiang |
| Arkady Sharogradsky | Makarov         |

## Release
De film ging in première in China op 5 februari 2019. Netflix bracht de film wereldwijd uit op 30 april 2019, nadat eerder bekend werd op 20 februari 2019 de internationale distributierechten te hebben verworven.